# Bruno il Sassone
Bruno il Sassone (in latino Bruno Saxonicus), noto anche come Bruno di Merseburgo (in tedesco Brun von Merseburg) o come Bruno di Magdeburgo (fl. XI secolo) fu un cronista tedesco dell'XI secolo e autore della Historia de Bello Saxonico (Storia delle guerre sassoni), fonte fondamentale per la ribellione dei Sassoni (assieme a Lamberto di Hersfeld) e per la grande rivolta dei Sassoni, oltre che le prime fasi della lotta per le investiture.

## Biografia
Di lui si sa poco: Bruno era probabilmente di origini aristocratiche ed era un monaco sassone appartenente al seguito dell'arcivescovo Guarniero di Magdeburgo, un potente avversario di Enrico IV e uno dei capi della rivolta sassone contro l'imperatore. Dopo la morte dell'arcivescovo nel 1078 per mano di contadini, Bruno divenne parte del seguito di Guarniero di Wolkenburg, principe-vescovo di Merseburgo, al quale, nel 1082, dedicò l'opera "De Bello Saxonico", opera per la quale egli è principalmente noto. Come indica il nome, è un libro narrante la storia delle lotte dei Sassoni contro l'imperatore Enrico IV. L'autore inizia con un racconto della giovinezza di Enrico e l'influenza malvagia esercitata su di lui dall'arcivescovo Adalberto di Brema, arcivescovo di Amburgo-Brema, tutore successivo al severo Annone II, arcivescovo di Colonia. Bruno quindi delinea nell'opera i rapporti dell'imperatore con i sassoni per poi narrare per buona parte dell'opera le cause e gli eventi della ribellione sassone, terminando con l'elezione di Ermanno di Lussemburgo come anti-re nel 1081 nel contesto della grande rivolta sassone.

## Historia de Bello Saxonico
Bruno cercò di giustificare la ribellione dei sassoni, la grande rivolta dei sassoni e l'elezione dell'anti-re Rodolfo; cercò inoltre di dimostrare come il governo opprimente del re Enrico avesse rinunciato a qualsiasi diritto di governo, sia per causa sua che per colpa della sua dinastia. Bruno dedicò inoltre notevole attenzione alla disputa di Enrico con papa Gregorio VII, di cui riportò dieci lettere. Egli sosteneva il papa contro il re, ma chiarì, sia con le sue stesse parole che attraverso le lettere che copiò, che i ribelli tedeschi furono profondamente delusi dall'assoluzione che Gregorio diede a Enrico a Canossa dopo la sua umiliazione nel dicembre 1076; Bruno criticò il papa anche per il suo tentativo di rimanere neutrale dopo che i ribelli più intransigenti avevano eletto come anti-re Rodolfo a Forchheim nel marzo del 1077. Bruno si preoccupava di sottolineare che queste elezioni erano condotte con la piena conoscenza e il coinvolgimento di un legato pontificio, e in effetti l'elezione seguiva gli standard di probità stabiliti dalla legge canonica: quindi per Bruno non ci potevano essere dubbi sulla sua validità. Bruno descrisse l'insoddisfazione dei sassoni per le azioni di Gregorio VII. I ribelli tedeschi rimproverarono Gregorio VII di non sostenere l'anti-re Rodolfo. Le lettere a cui si riferiscono, che Bruno riproduceva integralmente, erano quelle inviate da Gregorio nell'estate del 1077 ai suoi legati e al clero e al popolo tedesco, in cui stabiliva i termini per un giudizio per decidere quale dei due sovrani avrebbe potuto governare come legittimo re.

## Critica
Vi fu una divergenza d'opinione inerente al valore storico dell'opera di Bruno. Essa fu scritta durante la contesa tra Enrico e papa Gregorio VII, e l'autore è stato classificato con quei partigiani che, per ignoranza o malizia, si sono sforzati di far abbassare la stima dei sudditi nei confronti del loro re Enrico. Bruno sostenne effettivamente la causa del papa e le sue simpatie verso i ribelli sassoni si manifestano più volte nei suoi scritti, ma della sua sincerità e del suo scopo di narrare la verità non si può dubitare. Egli sfruttò al massimo le sue fonti di informazione e, nonostante le occasionali omissioni, offrì un quadro vivido dei suoi tempi dal punto di vista di un contemporaneo impegnato nella politica del tempo. Il fatto che riportò le lettere dei vescovi sassoni e altri documenti originali che include nella sua storia danno un valore aggiunto all'opera.

## Appunti
1. ↑   English Historical Review xciv, 1979,  pp. 723-37.
2. ↑  Bachrach and Bachrach, 'Bruno of Merseburg', p. 383.
3. ↑   Bruno the Saxon, su CATHOLIC ENCYCLOPEDIA. URL consultato il 14 July 2011.
4. ↑   Bruno the Saxon (DOC) [collegamento interrotto], su leeds.ac.uk.
5. ↑   H.E.J. Cowdrey, The Register of Pope Gregory VII 1073-1085. An English Translation, Oxford, 2002,  pp. 236-8.